# ساده‌لوح (فیلم ۱۹۷۸)
ساده‌لوح (به هندی: Bhola Bhala) و (به انگلیسی: Bhola Bhala) فیلمی هندی محصول سال ۱۹۷۸ و به کارگردانی وی. کی شارما است. در این فیلم بازیگرانی همچون موشومی چاترجی، ریکا، راجش خانا، دون ورما و ساتین کاپو ایفای نقش کرده‌اند.